# 墨丘利喷泉 (奥格斯堡)

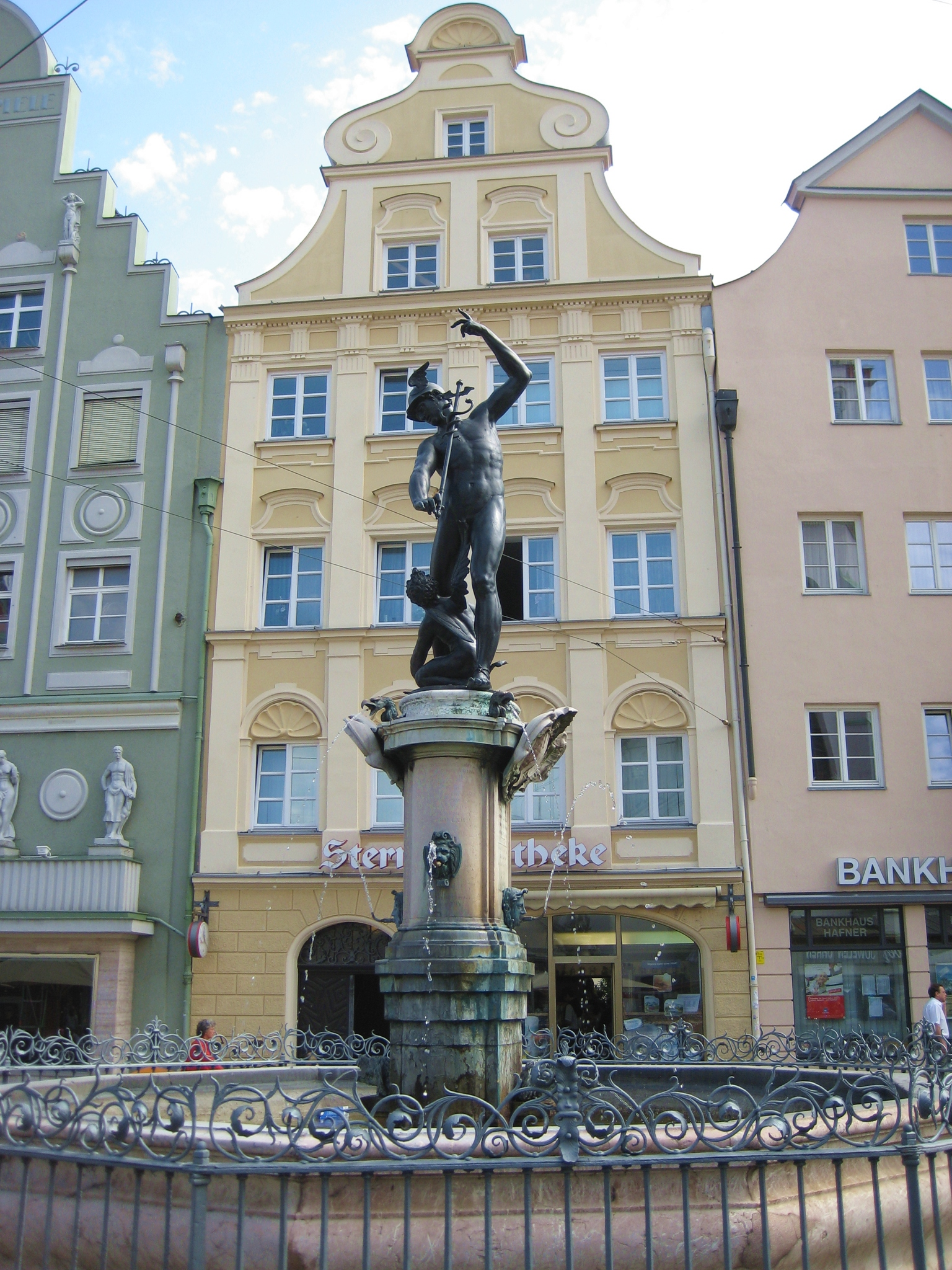
墨丘利喷泉

墨丘利喷泉（Merkurbrunnen）是德国城市奥格斯堡三大豪华喷泉之一，另两座是奥古斯都喷泉（Augustusbrunnen）和海格立斯喷泉（Herkulesbrunnen）。

## 地点
墨丘利喷泉位于马克西米利安街（Maximilianstraße）与菲舍尔市长街（Bürgermeister-Fischer-Straße）交汇处，天主教圣莫里茨教堂（St.-Moritz-Kirche）。 

## 历史

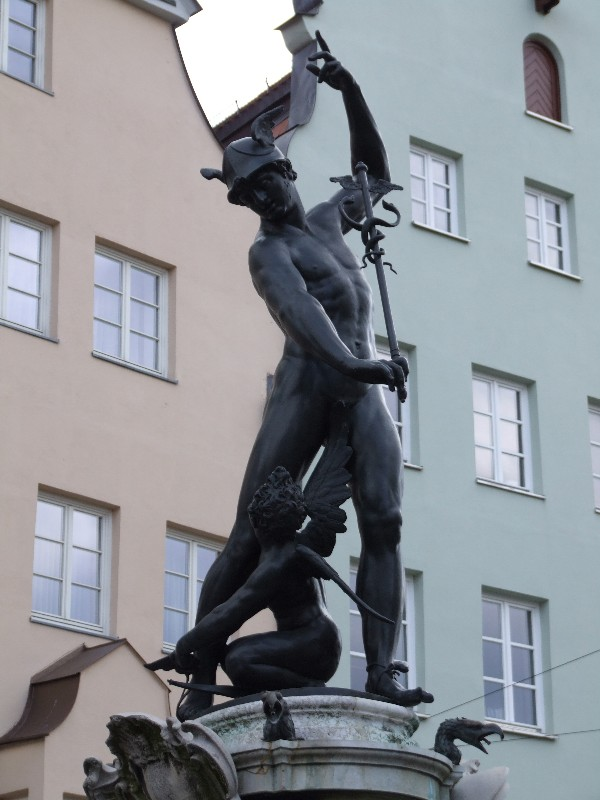

墨丘利喷泉兴建于1596年至1599年。